# François Grognier
François Grognier (mort en 1687) dit « Chasse-Marée » ou « Cachemarée », issu de la famille Grognier, est l'un des plus célèbres flibustiers, corsaire et pirate de la mer des Caraïbes, actif de 1681 à 1686, dont Raveneau de Lussan rapporta la vie à la fin du XVIIe siècle.

## Biographie
En 1681, il reçut une commission du gouverneur de Saint-Domingue pour mener des attaques contre les Espagnols, puis il gagna les côtes du Venezuela et les parages de l'île Trinidad, où il fut arrêté en janvier 1682 par le marquis de Maintenon, Charles François d'Angennes, qui lui confisqua sa commission et lui ordonna de rentrer à Saint-Domingue. 
En 1683, avec 70 hommes, il en repartait au sein d'une flotte corsaire commandée par Laurent de Graff et le major Beauregard, qui avait pour objectif Santiago de Cuba mais fut dispersée. Revenu à Saint-Domingue, il se joignit quatre autres bâtiments, qui, sous les ordres du capitaine Bernanos, en appareillèrent en mars 1684 pour une expédition sur le fleuve Orénoque, où les flibustiers attaquent la ville de Sao Thomé.
En 1684, il dirige un corps de flibustiers français, aux côtés de Pierre le Picard et du pirate anglais Edward Davis, qui entra dans les mers du Sud avec dix vaisseaux, et commit de grands ravages sur les côtes du Pérou. Parmi eux, Lionel Wafer, qui, comme William Dampier et Edward Davis, écrira des récits de course. En 1685, un groupe de 341 corsaires français se séparent d'Edward Davis pour aller combattre exclusivement avec Francois Grognier.
En novembre 1684, il se rendit à l'île Tortuga du Venezuela avec les flibustiers auxquels le chevalier Michel de Grandmont avait donné rendez-vous. Grandmont n'étant pas venu, Grognier, accompagné du capitaine nommé Lescuyer, résolut de passer dans les Mers du Sud par l'isthme de Panama. Arrivés en janvier 1685 au Panama, avec 200 hommes, ils traversèrent l'isthme avec l'aide des Indiens Kunas. Pendant environ deux ans, avec 300 flibustiers français sous ses ordres, il rôda le long des côtes pacifiques, réussissant la prise de Granada au Nicaragua en 1686 et celle de Guayaquil en Équateur l'année suivante, où il mourut des suites d'une blessure reçue lors de l'attaque.

## Sources
- Alexandre-Olivier Exquemelin, Histoire des aventuriers flibustiers, vol. 2, Louviers, L’Ancre de marine, 2005, 277 p. (ISBN 978-2-84141-208-2, lire en ligne), partie 2.